# 博羅季巴 (普里盧基區)
50°41′19″N 31°55′29″E / 50.68861°N 31.92472°E
博羅季巴（烏克蘭語：Боротьба），是烏克蘭的村落，位於該國北部切爾尼戈夫州，由普里盧基區負責管轄，始建於1600年，面積0.79平方公里，海拔高度132米，2001年人口48，人口密度每平方公里60.45人。